# Медіафілософія
Медіафілософія (від грец. Μέσov méson, «середній», «посередник»; φιλοσοφία дослівно «любомудріє; любов до мудрості») — підхід до розуміння медіапростору, актуальний напрямок гуманітарної думки, яке акцентує свою увагу на вивченні теорії і філософії медіа, як у широкому розумінні поняття "медіа"(універсальний посередник у спілкуванні), так і у вузькому (ЗМІ). Фактично, практика філософствування про медіа як засіб та інструмент опосередкування майже так само стара, як сама філософія. Філософія займалася вивченням безлічі питань про характер форм медіа та їхні стосунки до людської чутливості..

## Історія сучасної Медіафілософії
Філософія засобів масової інформації була предметом постійних дискусій в рамках німецькомовних академій, принаймні, з тих пір, як у 2000 році Франк Хартманн опублікував книгу на цю тему. Протягом останнього десятиліття філософія засобів масової інформації перетворилася в дискусійний область, обговорювану з дисциплінарних кордонів.

Хоча філософія засобів масової інформації позначена як міждисциплінарна завдання, її в основному розглядають як субдисциплін філософії, а не дослідження в засобах масової інформації.Вельми специфічний для німецькомовного контексту кілька вчених активно брали участь в дискусіях по філософії засобів масової інформації. Крім публікації «Hartmann Medienphilosohie», Майк Сандбот часто виступав за прагматичну філософію засобів масової інформації.
Потім в 2003 році Стефан Мюнкер, Олександр Рослер і Сандбот опублікували антологію, суттю якої було прояснити термін «філософія засобів масової інформації».
З іншого боку, філософ Мартін Сил лаконічно сприймав це як «проходить феномен», в той час як італійський соціолог Олена Еспозіто не бачила реальної потреби в створенні області філософії засобів масової інформації.
Ще багато хто сумнівається в термінах філософії засобів масової інформації, розглядаючи її як ще один дисциплінарний клінч, тенденцію до обговорення та академічну моду.
Якщо ми зробимо крок назад, то побачимо, що на карту поставлена концепція, згідно з якою ні філософія, ні медіа-дослідження не можуть обійти філософські роздуми про ЗМІ.
Це особливо важливо в епоху медіалізації (іноді також описуваної з точки зору медиатизации) і ubiquiqitous digital media. Хоча філософські роздуми про те, що ми сьогодні розуміємо як ЗМІ, не є чимось новим, просто раніше ЗМІ не розглядалися як предмет вивчення дисципліни філософії.
Ростислав Димерець пропонує ширший підхід до розуміння медіа, а саме - як універсального посередника у спілкуванні як основі різноманітних формоутворень, від найпростіших аспектів буття до найскладніших інформаційних систем.

## Тематичне поле досліджень Медіафілософія
Областю дослідження Медіафілософія є:
- Методологічні проблеми вивчення медіареальності
- Тілесність і медіальної
- Роль медіа у формуванні актуальною картини світу
- Постінформаційною суспільство: цінність повноти переживання
- Медіа як умова глобалізації
- Медіаекологія соціального простору
- Позиція інтелектуала в медіапросторі
- Співвідношення мови візуального представлення і вербального мови
- Візуальний образ як основа медіареальності
- Аналогова і цифрова фотографія
- Теорія мистецтва в епоху мас-медіа
- Комп'ютерні ігри

## Обговорення
Не доводиться сумніватися в тому, що засоби масової інформації мають величезний вплив на наші суспільства медіа-культури. Засоби масової інформації впливають на наше сприйняття і наші знання, нашу пам'ять, а також наші емоції. Вони створюють громадські сфери і громадську думку, породжують медіа-реалії.
Засоби масової інформації формують нашу соціалізацію і наше співтовариство. Вони перетворять економіку, політику, науку, релігію і право. «Що ми знаємо про наше суспільство і навіть про світ в якому ми живемо, ми дізнаємося через ЗМІ».
Відповідно, ЗМІ стали першорядним предметом міждисциплінарних дискурсів в останні десятиліття у всьому світі. Всі розробки Медіафілософія стали предметом наукового аналізу, а також частиною медійних програм.
Однак, до цього часу не існує встановленої дисципліни під назвою «філософія ЗМІ». Навпаки, різні підходи до філософського аналізу медіа неоднорідні і не мають міцної теоретичної основи, а також дисциплінарної організації. Деякі вчені навіть вважають, що засоби масової інформації навіть не входять в компетенцію філософів.

## Зноски
1. ↑  Alexander Roesler. MEDIENPHILOSOPHIE DES TELEFONS // Systematische Medienphilosophie. — Berlin, Boston : DE GRUYTER. — ISBN 9783050047720.
2. ↑  Frank Hartmann. Vom Versprechen der Medientheorie // Maske und Kothurn. — 2006-01-01. — Т. 52, вип. 3. — ISSN 0025-4606 2305-0667, 0025-4606. — doi:10.7767/muk.2006.52.3.9.
3. ↑  Joachim Hahn. Genese und Funktion einer jungpaläolithischen Freilandstation: Lommersum im Rheinland // Praehistorische Zeitschrift. — 1992-01-01. — Т. 67, вип. 1. — ISSN 0079-4848 1613-0804, 0079-4848. — doi:10.1515/pz-1992-0112.
4. ↑  Mike Sandbothe. Theatrale Aspekte des Internet. // Theatralisierung der Gesellschaft. — Wiesbaden : VS Verlag für Sozialwissenschaften, 2009. — С. 351—–361. — ISBN 9783531149219, 9783531915869.
5. ↑  IX. Neue Elemente in einer alten Disziplin. Zu Melanchthons De Rhetorica libri tres // Antike Rhetorik im Zeitalter des Humanismus. — Berlin, Boston : DE GRUYTER. — ISBN 9783110952926.
6. ↑  Mike Sandbothe. EINLEITUNG: WOZU SYSTEMATISCHE MEDIENPHILOSOPHIE? // Systematische Medienphilosophie. — Berlin, Boston : DE GRUYTER. — ISBN 9783050047720.
7. ↑  Martin Seel. Ereignis. Eine kleine Phänomenologie // Ereignis. — Bielefeld : transcript Verlag. — ISBN 9783839401699.
8. ↑  1. Vilém Flussers Leben und Werk // Vilém Flusser (1920-1991). — Köln : Böhlau Verlag, 2013-05-01. — ISBN 9783412211790.
9. 1 2  Andreas Ziemann. Niklas Luhmann: Die Unwahrscheinlichkeit der Kommunikation (1981) // Grundlagentexte der Medienkultur. — Wiesbaden : Springer Fachmedien Wiesbaden, 2018-08-24. — С. 415–424. — ISBN 9783658157869, 9783658157876.
10. ↑  Stefan Münker, Alexander Roesler. Die verrückte Mitte. Geschichte und Idee des Poststrukturalismus — eine systematische Rekonstruktion // Poststrukturalismus. — Stuttgart : J.B. Metzler, 2012. — С. 1–35. — ISBN 9783476123220, 9783476014146.
11. 1 2  Stefan Münker, Alexander Roesler. Modelle poststrukturalistischer Philosophie // Poststrukturalismus. — Stuttgart : J.B. Metzler, 2012. — С. 36–138. — ISBN 9783476123220, 9783476014146.
12. ↑  О Центре медиафилософии « Центр Медиафилософии (амер.). mediaphilosophy.ru. Архів оригіналу за 15 грудня 2018. Процитовано 1 листопада 2018.
13. ↑  Wechsel beim LG Frankfurt am Main: Ende einer Ära // ReiseRechts aktuell. — 1994-01-24. — Т. 2, вип. 4. — ISSN 0944-7490 2193-9535, 0944-7490. — doi:10.1515/rra.1994.2.4.70b.
14. ↑  Mike Sandbothe. Theatrale Aspekte des Internet. // Theatralisierung der Gesellschaft. — Wiesbaden : VS Verlag für Sozialwissenschaften, 2009. — С. 351–361. — ISBN 9783531149219, 9783531915869.
15. ↑  Reinhard Margreiter. MEDIENPHILOSOPHIE DES BUCHDRUCKS // Systematische Medienphilosophie. — Berlin, Boston : DE GRUYTER. — ISBN 9783050047720.